# Балка Злодійка (притока Лозової)
Балка Злодійка — балка (річка) в Україні у Лозівській міській громаді Лозівському районі Харківської області. Ліва притока річки Лозової (басейн Сіверського Дінця).

## Опис
Довжина балки приблизно 5,44 км, найкоротша відстань між витоком і гирлом — 5,24 км, коефіцієнт звивистості річки — 1,04 . Формується декількома струмками та загатами. На деяких ділянках балка пересихає.

## Розташування
Бере початок на східній стороні від села Чернігівське. Тече переважно на південний схід понад селом Вільне і на південно-західній околиці села Веселе впадає в річку Лозову, ліву притоку річки Бритаю.

## Цікаві факти
- У XX столітті на балці існували молочно-тваринна ферма (МТФ) та газова свердловаина[2].